# Kanton La Conca-d'Oro
Conca-d'Oro is een voormalig kanton van het Franse departement Haute-Corse. Het kanton maakte sinds januari 2010 deel uit van het arrondissement Calvi, daarvoor behoorde het tot het arrondissement Bastia.
Het kanton werd opgeheven bij decreet van 13  februari 2014 met uitwerking op 22 maart 2015.

## Gemeenten
Het kanton Conca-d'Oro omvatte de volgende gemeenten:
- Barbaggio
- Farinole
- Oletta (hoofdplaats)
- Olmeta-di-Tuda
- Patrimonio
- Poggio-d'Oletta
- Saint-Florent
- Vallecalle